# مغالطه غیرصوری
مغالطه غیرصوری نوعی برهان اشتباه در زبان طبیعی است. برخلاف مغالطه صوری، که سرچشمه اشتباه در آن «شکل» ِ برهان است، در برهان غیرصوری اشتباه از «متن» و «بافتار» ناشی می‌شود. مغالطه‌ها، با وجود اشتباه بودن، معمولاً صحیح به‌نظر می‌رسند و می‌توانند برخی افراد را قانع کنند. دلیل این امر را باید در وجهه‌های زبان طبیعی از جمله بیان مبهم یا مفروضات ضمنی و پنهانی در ذهن شنونده جست.
در سنت فلسفه، از مغالطه‌هایی چون مغالطه اشتراک لفظ، مغالطه اشتراک ترکیب، مغالطه ترکیب و مغالطه تقسیم، دوگانه جعلی، مصادره به مطلوب، توسل به شخص و توسل به نادانی و مغالطه تیرانداز زرنگ با عنوان مغالطه‌های غیرصوری یاد شده‌است. منطق‌شناسان مغالطه‌های غیرصوری را عموماً به سه دستهٔ «مغالطه‌های ابهام»، «مغالطه‌های مفروضات»، و «مغالطه‌های عدم ارتباط» تقسیم کرده‌اند.
فلسفه معاصر نقدهای پرشماری بر درک سنت فلسفه از مغالطه‌ها وارد کرده‌است، از جمله این که برخی از این مغالطه‌ها در همهٔ موارد مغالطه نیستند یا این روش در نهایت در درک و بهبود برهان مؤثر نیست.